# 霍爾 (蒙大拿州)
霍爾（英語：Hall）是位於美國蒙大拿州格拉尼特縣的普查規定居民點。

## 歷史
霍爾的郵局自1896年營運至今。

## 人口
根據2020年美國人口普查的數據，霍爾的面積為0.43平方千米，皆為陸地。當地共有人口51人，而人口密度為每平方千米118.6人。